# 当曲
当曲（とうきょく）、もしくはダムチュ（チベット語: འདམ་ཆུ, ラテン文字転写: Tamqu）は、中華人民共和国青海省（チベットアムド地方）を流れる長江の上流。長江の源流には三つの川があるが、一番の源流が沱沱河（トト河）、北の源流が楚瑪爾河（チュマル河）、そして南の源流がこの当曲とされている。チベット高原の北東部、青海省ザトェ県とディトェ県内を通っている。
タンラ山脈（唐古拉山脈）の東の部分、霞舍日阿巴山（5,395メートル）の東麓に発する。タンラ山脈北の青海省側へ向かい、東に曲がって青海省南部の高原地帯の峡谷を流れ、沱沱河と合流して「通天河」（長江上流の名称）となる。川の長さは352キロメートル、流域面積は30,219平方キロメートル。河口流量は220立方メートル／秒で、長江の本来の源流とされる沱沱河よりも数倍多く、三本の源流の中で最も水量が多い。
「当曲」（ダムチュ）とはチベット語で「沼沢地の河」を意味する。当曲の源流は「多朝能」という一本の小川で、地下水の豊富な沼地を流れている。この沼地は世界でも最も標高の高い沼地のひとつで、無数の大小の沼が一面に広がりあちこちで地下水が湧き出している。
当曲の支流には、沱沱河源流同様の氷河地帯から流れてくる布曲（ブチュ、簡体字: 布曲）、および尕爾曲（ガルチュ、簡体字: 尕尔曲）があり、これらの流入で水量も速度もさらに大きくなっている。